# Регрессия скрытого изображения
Регрессия скрытого изображения (лат. regressio - обратное движение, отход) — полное или частичное разрушение скрытого изображения, происходящее самопроизвольно в результате длительного хранения фотоматериала в экспонированном, но непроявленном состоянии.
Считается, что происходит регрессия в результате так называемого «теплового рассасывания» центров проявления.
Флуктуации тепловой энергии в кристаллической решётке центра скрытого изображения приводят к тому, что очередной атом серебра получает дополнительную энергию, достаточную для его ионизации. Образующийся ион Ag+  выходит в междоузлия решётки. Высвободившийся электрон может при этом оказаться захвачен другим ионом Ag+ и тем самым послужить процессу укрупнения другого, более стабильного центра скрытого изображения.
В других случаях электрон захватывается атомом галогена. Это и приводит к ослаблению скрытого изображения.
Время, в течение которого скрытое изображение сохраняется, зависит от многих свойств фотоматериала и для традиционной галогенидосеребряной фотоэмульсии при хранении в помещении составляет от единиц суток до десятков лет.
Повышение температуры и влажности ускоряют процесс.